# Ulica Flisacka w Krakowie
Ulica Flisacka w Krakowie – ulica w Krakowie w dzielnicy VII Zwierzyniec.
Wytyczona około 1920. Początkowo była dłuższa i biegła od ul. Tadeusza Kościuszki, równolegle do bulwaru Rodła i kończyła się ślepo obok mostu Dębnickiego. W latach 30. XX wieku po przebudowie bulwarów została skrócona do obecnej długości. Nazwa ulicy nawiązuje do flisaków, którzy według legendy uratowali Kraków w trakcie najazdu tatarskiego.
U wylotu ulicy, nad Wisłą, znajduje się przystanek tramwaju wodnego.